# Belgisch beachkorfbalteam

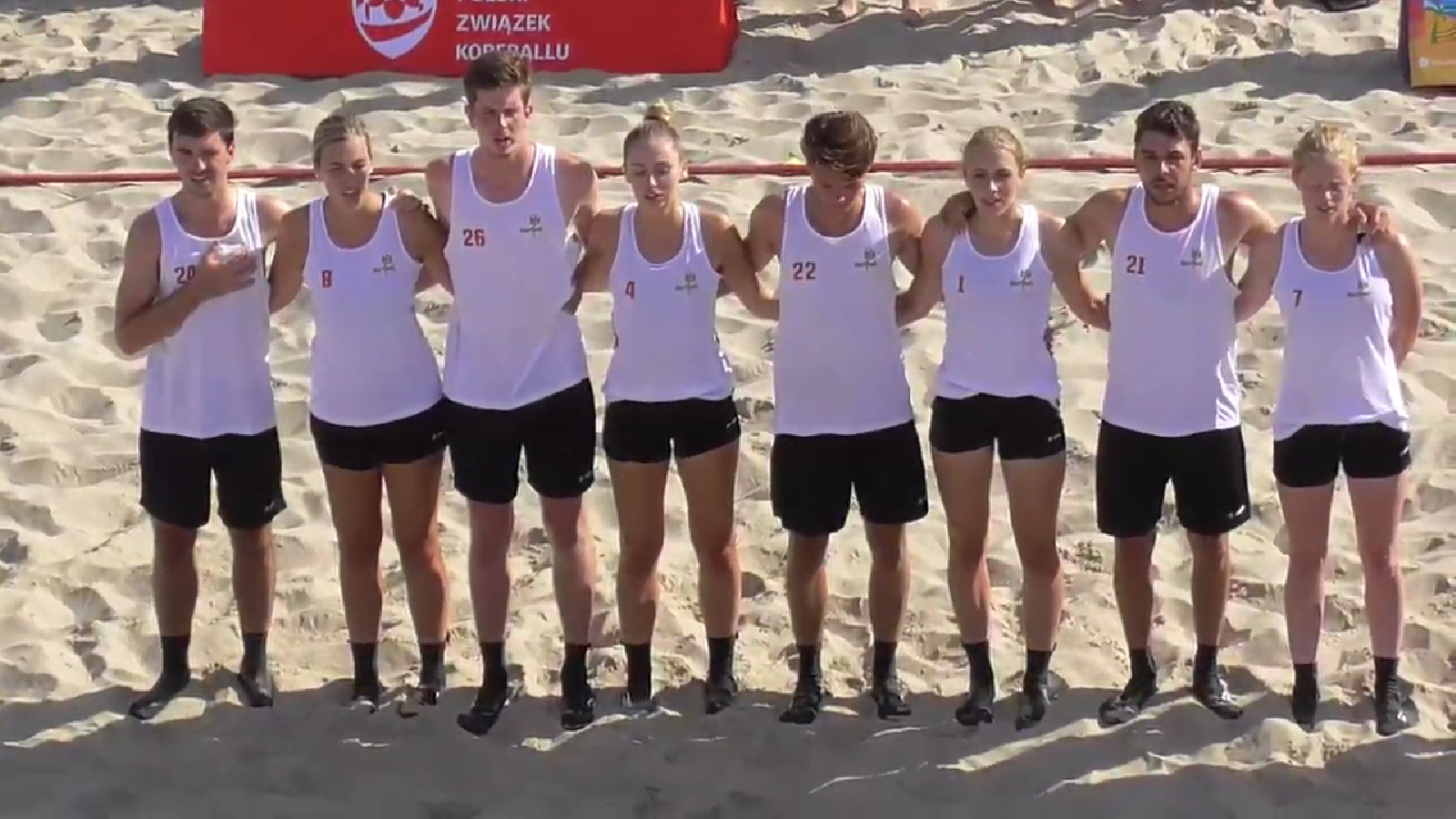
Belgian Scorpions - 2023 IKF BKWC (EU)

Het Belgisch beachkorfbalteam vertegenwoordigt de Koninklijke Belgische Korfbalbond in internationale beachkorfbalwedstrijden. Hun bijnaam is de Belgian Scorpions.

## Resultaten op het WK
| Wereldkampioenschap beachkorfbal |               |          |                     |                 |
| Jaar                             | Kampioenschap | Gastland | Klassering senioren | Klassering U-19 |
| 2024                             | 2e WK         | Thailand | 5e                  |                 |
| 2022                             | 1e WK         | Marokko  | Brons               | Zilver          |

## Resultaten op het EK
| Europees kampioenschap beachkorfbal |                |           |                     |                 |
| Jaar                                | Kampioenschap  | Gastland  | Klassering senioren | Klassering U-19 |
| 2024                                | IKF BKWC (EU)  | België    | Brons               |                 |
| 2023                                | IKF BKWC (EU)  | Polen     | Goud                | Goud            |
| 2021 2020                           | Coronapandemie |           |                     |                 |
| 2019                                | 3e EK          | Frankrijk | Brons               | Goud            |
| 2018                                | 2e EK          | België    | Goud                | Goud            |
| 2017                                | 1e EK          | Nederland | 4e                  | Brons           |

## Samenstelling

### WK 2024 - Pattaya (Thailand)
De samenstelling van het Belgische beachkorfbalteam met als bondscoach Jelle De Laet.
- Maité Dewinter (AKC)
- Paulien Ryckx (KC Temse)
- Elin Loos (Voorwaarts)
- Famke Wuyts (PKC Vertom)
- Jens Oyen (Minerva)
- Liam Van Hoof (Voorwaarts)
- Michiel Smet (PKC)
- Robbe Catthoor (KC Temse)

### WK 2023 - Wroclaw (Polen)
De samenstelling van het Belgische beachkorfbalteam met als bondscoach Jelle De Laet 
- Britt Saey (Groen-Wit) [5]
- Ellen Saey (Groen-Wit) [6]
- Paulien Ryckx (KC Temse) [7]
- Elin Loos (Voorwaarts) [8]
- Axel Van Genechten (Putse Korfbal Club) [9]
- Liam Van Hoof (Voorwaarts) [10]
- Jens Oyen (Minerva)
- Robbe Catthoor (KC Temse) [11]

De samenstelling van het Belgische beachkorfbalteam U-19 met als bondscoach Christoph Hellemans
- Wout Van Elsacker
- Yenthro Cools
- Robbe Van den Brande door verhindering van Xander De Beer
- Sterre Van den Audenaerde
- Maya Janssens
- Sky Lenjou

### WK 2022 - Nador (Marokko)
De samenstelling van het Belgische beachkorfbalteam met als bondscoach Erik Van den Bulck
- Kian Amorgaste (Groen-Wit)
- Christoph Hellemans (Groen-Wit)
- Elin Loos (Voorwaarts)
- Jens Oyen (Minerva)
- Paulien Ryckx (KC Temse)
- Britt Saey (Groen-Wit)
- Ellen Saey (Groen-Wit)
- Cédric Schoumacker (Kwik)